# Casa dei Capitelli Figurati

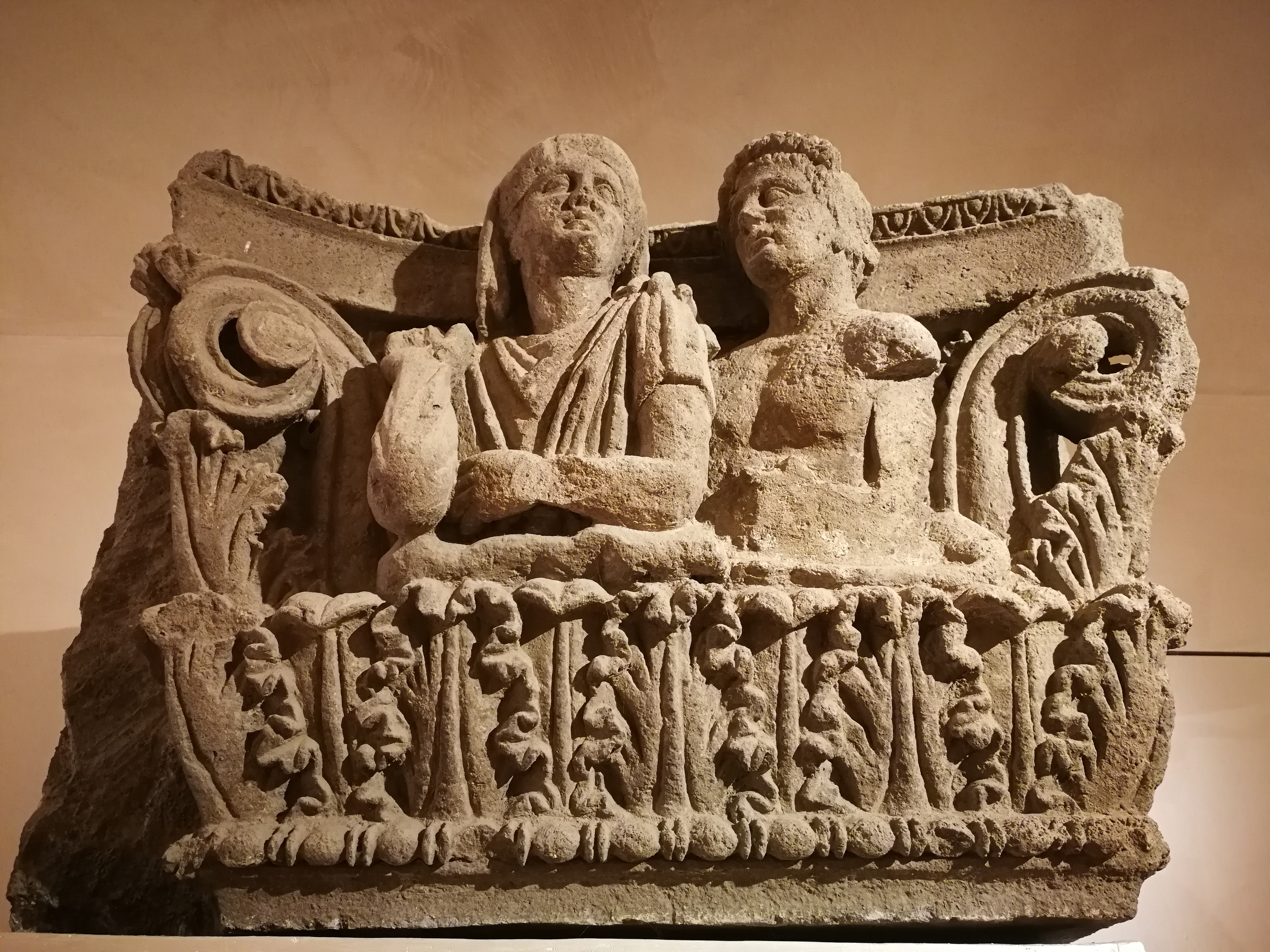
Figürliches Kapitell vom Eingang des Hauses

Die Casa dei Capitelli Figurati (Haus der Figurenkapitelle) ist ein Wohnhaus in Pompeji (VII.4.57), das zwischen 1831 und 1836 ausgegraben wurde. Es erhielt seinen modernen Namen von den figürlichen Kapitellen, die einst den Eingang schmückten.

## Beschreibung
Das große Haus hat einen klassischen Grundriss. Es wird durch die Fauces betreten, es folgt das Atrium, dahinter befindet sich das Tablinum und wiederum dahinter liegt ein großes, mit Säulen geschmücktes Peristyl. Der Eingang des Hauses war mit zwei Tuffkapitellen dekoriert, die sich heute im lokalen Antiquarium (Inv. Nr. 297-4, 298-4) befinden. Solche Kapitelle sind typisch für hellenistische Häuser dieser Region. Im Peristyl stehen ionische Säulen, die um 150 v. Chr. datieren. Wenig ist von der einstigen Dekoration des Hauses erhalten, da bei den Grabungen im 19. Jahrhundert zu wenig Vorkehrungen zur Konservierung der Häuser gemacht wurden. Im Atrium fanden sich Stuckdekorationen des 1. Stils, aber auch später gemalte Kandelaber. Auch das Tablinum zeigte gemalte Kandelaber. Dessen Boden war mit einem Mosaik in Schwarzweiß mit einer großen Rosette in der Mitte dekoriert. Im Tablinum fanden sich auch Reste einer Bronzetruhe. Die Rückwand des Peristyls zeigt noch heute eine Dekoration im 1. Stil. Im oberen Teil sieht man Stuckquader, während die Hauptwand eher einfach gehalten ist und durch ionische Pilaster gegliedert wird. Im Zentrum befindet sich eine Nische, die als Lararium diente. Im Peristyl befindet sich auch eine Sonnenuhr. Im hinteren Teil des Hauses fanden sich auch Graffiti, die Weber nennen. Dieser Teil des Hauses wurde also zuletzt als Weberei genutzt. Unterhalb des Atriums befinden sich zwei große Zisternen, die zusammen 99 Kubikmeter Wasser aufnehmen können. Sie wurden, zusammen mit dem Atrium, vielleicht im zweiten Jahrhundert v. Chr. eingerichtet.

## Galerie

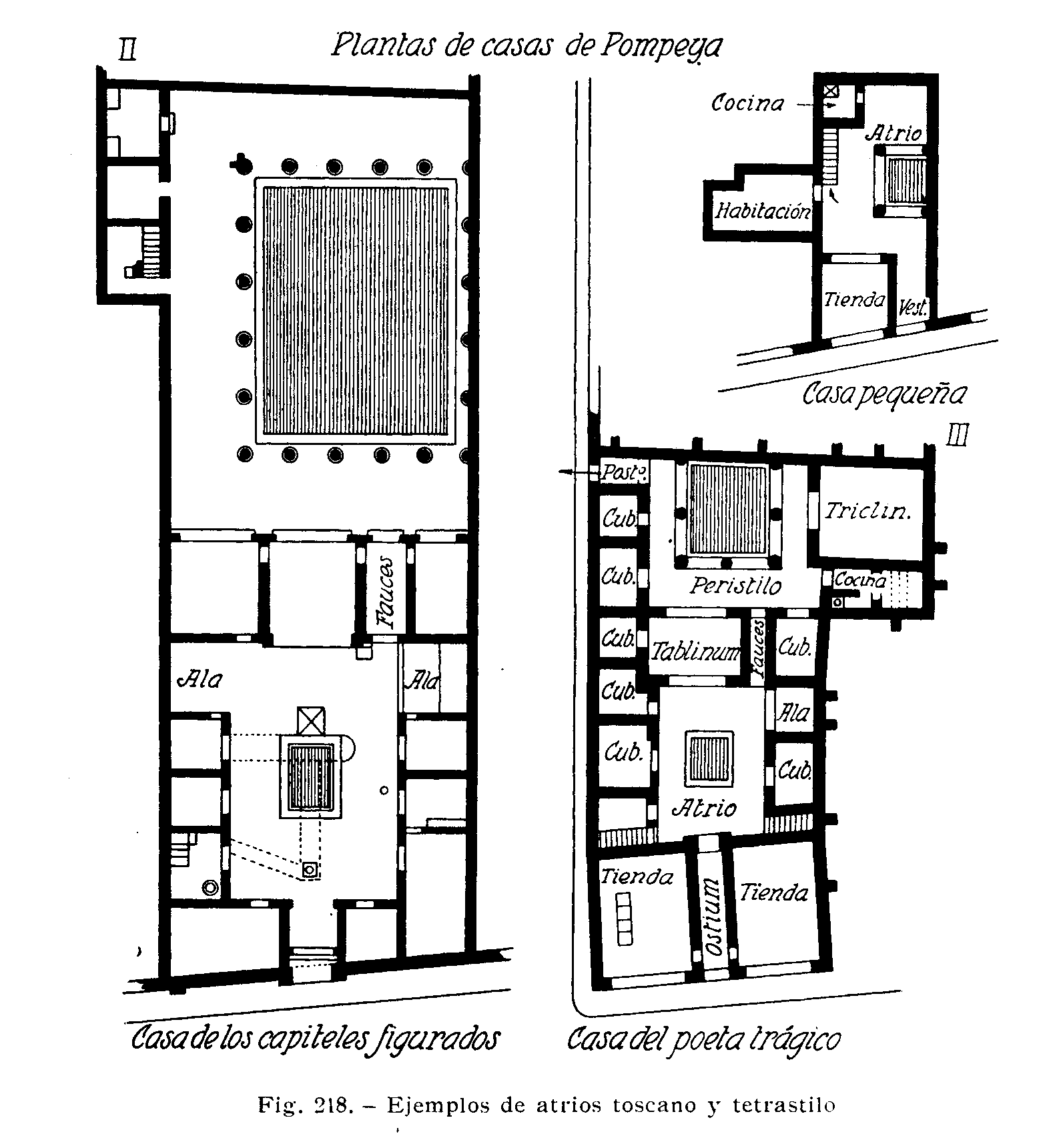
Grundriss des Hauses (links)
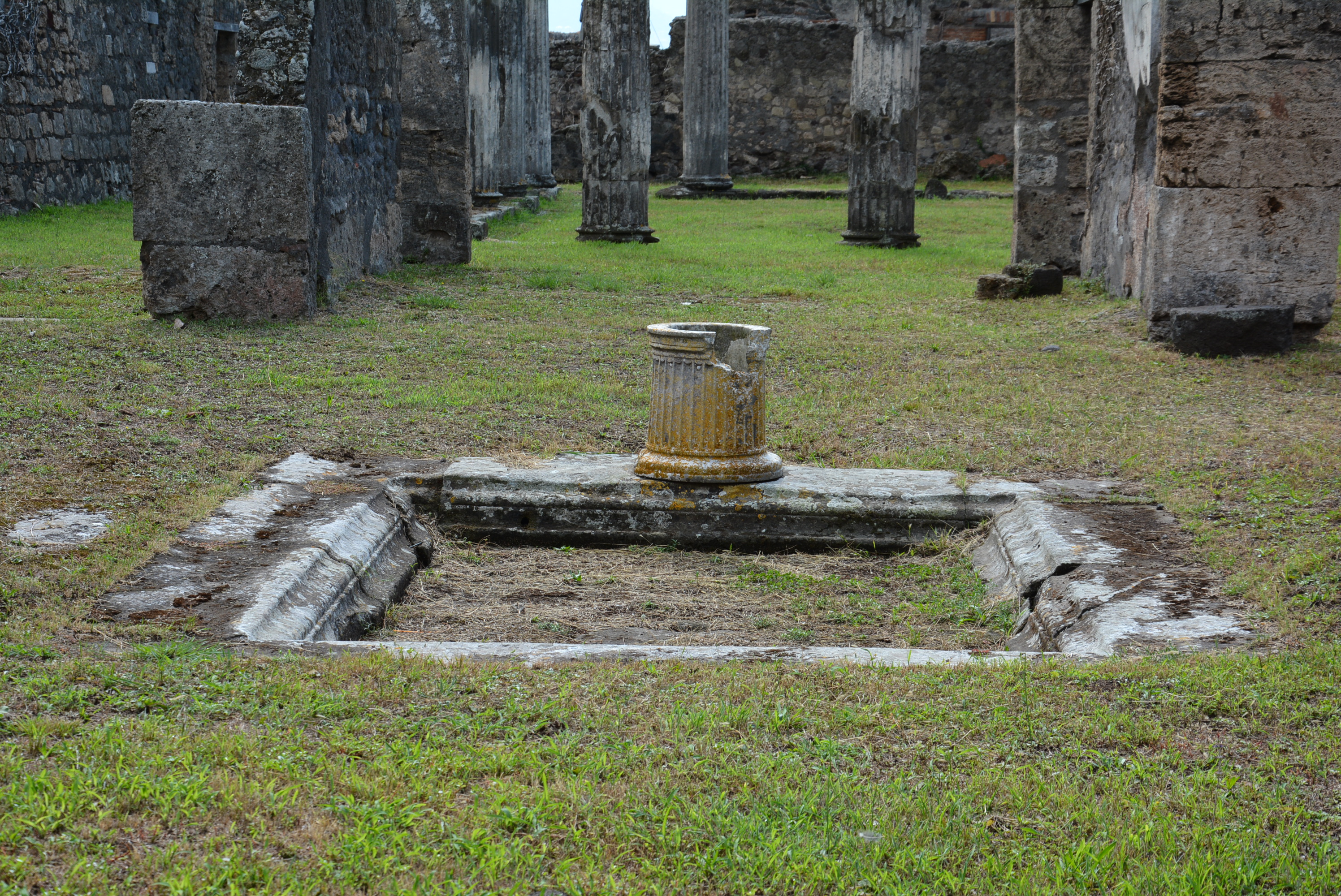
Impluvium im Atrium
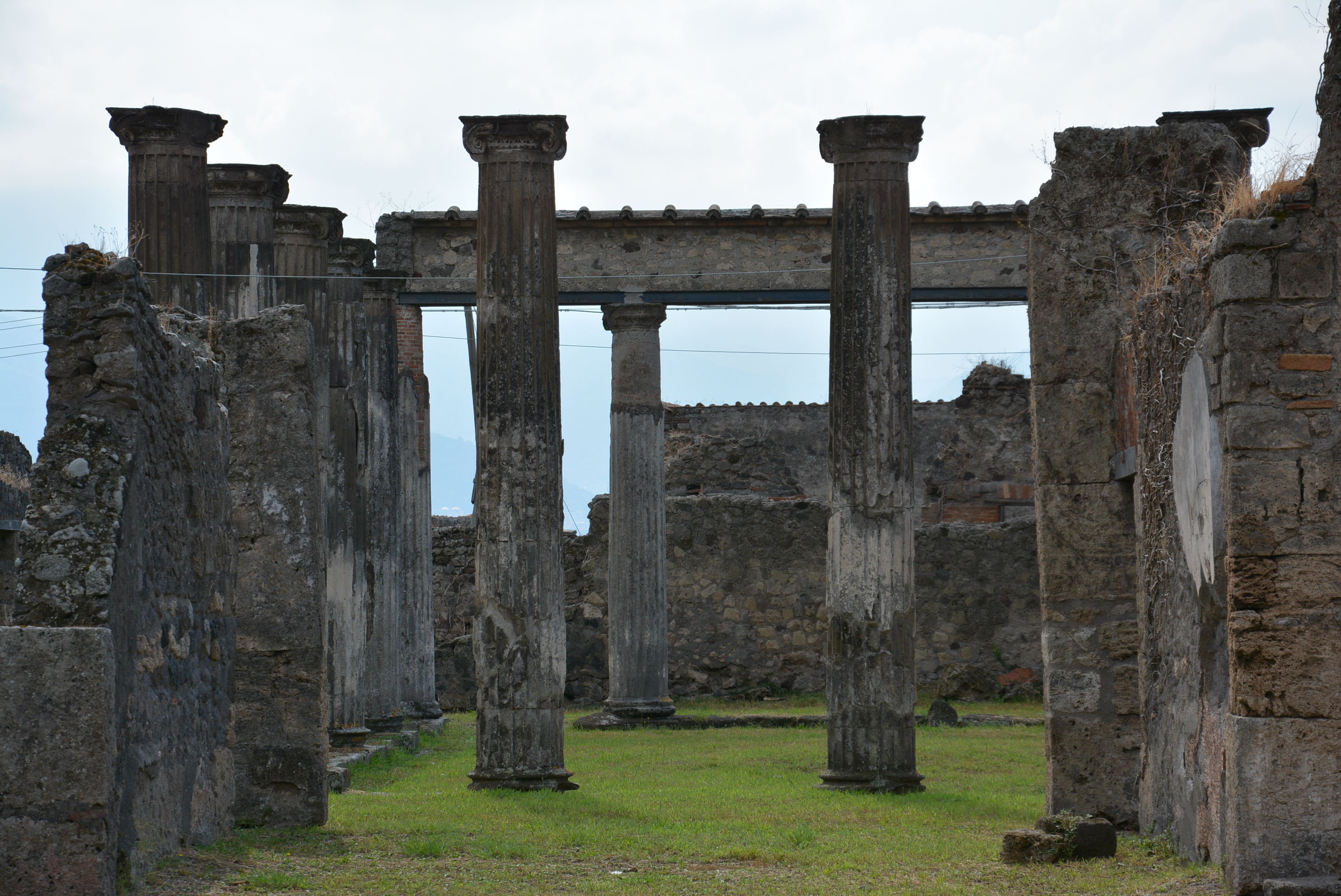
Blick auf das Peristyl